# 1975

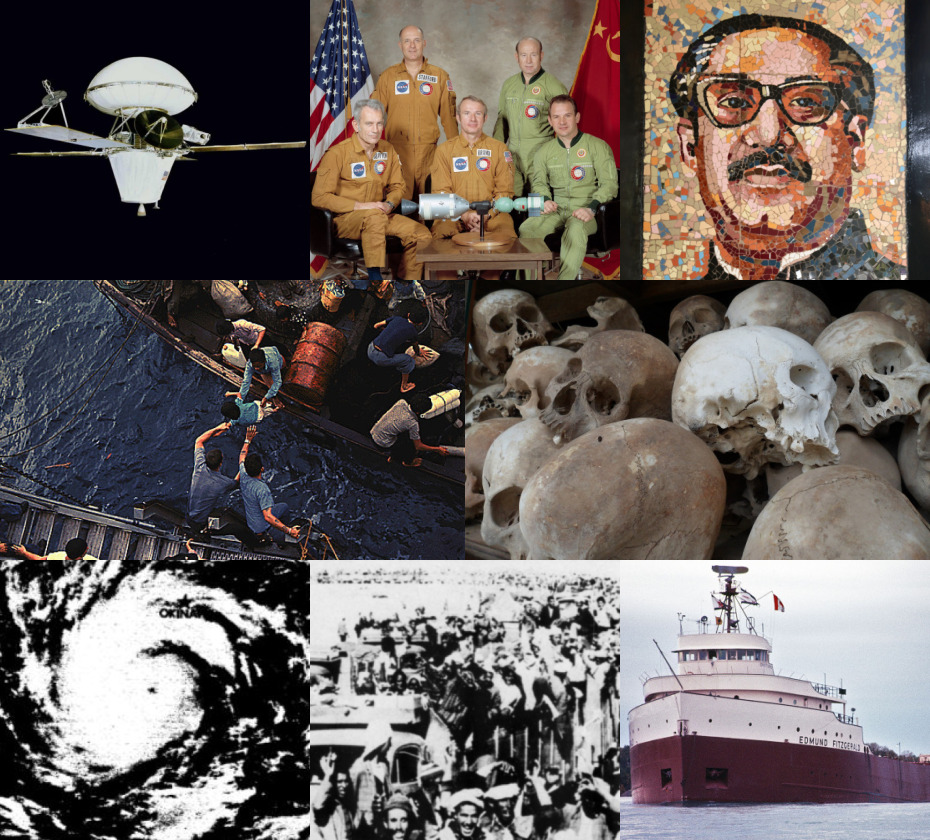

1975 (MCMLXXV) là một năm thường bắt đầu vào Thứ tư của lịch Gregory, năm thứ 1975 của Công nguyên hay của Anno Domini, the năm thứ 975  của thiên niên kỷ 2, năm thứ 75  của thế kỷ 20, và năm thứ  6   của thập niên 1970. 

## Sự kiện

### Tháng 1
- 1 tháng 1 – Pierre Graber trở thành tổng thống liên bang Thụy Sĩ .
- 1 tháng 1 – Vụ Watergate: John N. Mitchell, H. R. Haldeman, John D. Ehrlichman phạm tội nghe lén.
- 6 tháng 1 – Quân giải phóng đánh chiếm Phước Long.
- 7 tháng 1 – OPEC đồng ý tăng giá dầu thô thêm 10%.

### Tháng 2
- 4 tháng 2 – Lần đầu tiên cảnh báo trước được động đất, tại Hải Thành, Liêu Ninh, Trung Quốc.
- 4 tháng 2 – 1 trận động đất 7,0 độ Richter trong Cộng hòa Nhân dân Trung Hoa, khiến cho đúng 10.000 người chết.
- 9 tháng 2 – Tàu vũ trụ Soyuz 17 của Liên Xô trở về Trái Đất.
- 17 tháng 2 – Grenada trở thành thành viên trong UNESCO .
- 28 tháng 2 – Tai nạn tàu hỏa ở ga Moorgate, London làm 43 người thiệt mạng.

### Tháng 3
- 6 tháng 3 – Iran và Iraq ký kết Hiệp ước Algier.
- 4 tháng 3 – Chiến dịch Tây Nguyên mở màn.
- 10 tháng 3 – Quân giải phóng chiếm lĩnh Buôn Ma Thuột, bắt đầu sự sụp đổ hoàn toàn của chế độ Việt Nam Cộng hòa.
- 12 tháng 3 – Quân lực Việt Nam Cộng hòa phản công Buôn Ma Thuột nhưng thất bại.
- 14 tháng 3 – Tổng thống VNCH Nguyễn Văn Thiệu ra lệnh rút khỏi Tây Nguyên về giữ duyên hải miền Trung.
- 15 tháng 3 – Quân giải phóng đánh chiếm Trà Bồng.
- 18 tháng 3 – Quân giải phóng đánh chiếm Kon Tum.
- 19 tháng 3 – Quân giải phóng đánh chiếm Quảng Trị.
- 20 tháng 3 – Quân giải phóng đánh chiếm An Lộc.
- 21 tháng 3 – Bắt đầu chiến dịch Huế - Đà Nẵng.
- 24 tháng 3 – Kết thúc chiến dịch Tây Nguyên, quân giải phóng đánh chiếm thị xã Tam Kỳ, Gia Nghĩa.
- 26 tháng 3 – Quân giải phóng đánh chiếm Thừa Thiên Huế.
- 28 tháng 3 – Quân giải phóng đánh chiếm Hội An, Bảo Lộc, Di Linh.
- 29 tháng 3 – Quân giải phóng đánh chiếm Đà Nẵng, kết thúc chiến dịch Huế - Đà Nẵng.
- 31 tháng 3 – Quân giải phóng đánh chiếm Quy Nhơn.

### Tháng 4
- 1 tháng 4: Quân giải phóng đánh chiếm Tuy Hòa.
- 2 tháng 4: Quân giải phóng đánh chiếm Nha Trang.
- 4 tháng 4: Một chiếc vận tải cơ quân sự hạng nặng tầm xa Lockheed C-5A Galaxy của Không quân Hoa Kỳ gặp tai nạn, 155 người thiệt mạng.
- 5 tháng 4:
  - Quân giải phóng mở chiến dịch đánh chiếm Quần đảo Trường Sa và các đảo trên biển Đông.
  - Super Sentai chính thức lên sóng với loạt phim đầu tiên là Himitsu Sentai Goranger.
- 8 tháng 4: Quân giải phóng đánh chiếm Phan Rang.
- 9 tháng 4: Khmer Đỏ đánh chiếm Nam Vang.
- 10 tháng 4: Tổng thống Hoa Kỳ Gerald R. Ford ra lệnh di tản người Mỹ khỏi Sài Gòn.
- 11 tháng 4: Quân giải phóng đánh chiếm Phan Thiết, đảo Phú Quý.
- 12 tháng 4: Quân giải phóng chiếm lĩnh Xuân Lộc. Nguyễn Văn Thiệu từ chức Tổng thống Việt Nam Cộng Hoà, Trần Văn Hương kế nhiệm (12/4 – 28/4).
- 26 tháng 4: Bắt đầu chiến dịch Hồ Chí Minh.
- 27 tháng 4: Ngày truyền thống ngành phát thanh truyền hình Lâm Đồng.
- 30 tháng 4: Quân giải phóng đánh chiếm Sài Gòn, thống nhất Việt Nam, chiến tranh Việt Nam kết thúc.

### Tháng 5
- 1 tháng 5
  - Đài Truyền hình Thành phố Hồ Chí Minh chính thức được thành lập
  - Quân giải phóng đánh chiếm Cao Lãnh, Vĩnh Long, Long Xuyên, Hà Tiên, Mỹ Tho, Cần Thơ, Cà Mau.
- 2 tháng 5 - Quân giải phóng đánh chiếm Châu Đốc.
- 3 tháng 5 - Quân Khmer Đỏ tấn công tỉnh An Giang, Tây Ninh, đánh chiếm đảo Phú Quốc.
- 5 tháng 5 - Quân giải phóng đánh chiếm đảo Côn Lôn.
- 6 tháng 5 - Quân giải phóng tái chiếm đảo Phú Quốc, đánh bại quân Khmer Đỏ.

### Tháng 6
- 13 tháng 6 – Quân giải phóng đánh chiếm Poulo Wai.
- 25 tháng 6 – Mozambique độc lập.

### Tháng 7
- 6 tháng 7 – Comoros độc lập.
- 7 tháng 7 – Bầu cử quốc hội trong São Tomé và Príncipe.
- 12 tháng 7 – São Tomé và Príncipe độc lập.
- 17 tháng 7 – Dự án thử nghiệm Apollo–Soyuz đánh dấu lần ghép nối đầu tiên giữa tàu vũ trụ của hai quốc gia.
- 29 tháng 7 – Đảo chính của giới quân đội trong Nigeria.

### Tháng 8
- 8 tháng 8 – Cộng hòa Nhân dân Trung Hoa: vỡ 62 đập nước, chết 231.000 người.

### Tháng 9
- 6 tháng 9 – Động đất ở Lice, Thổ Nhĩ Kỳ, gần 2.400 người thiệt mạng.
- 16 tháng 9
  - São Tomé và Príncipe, Mozambique và Cabo Verde trở thành thành viên Liên Hợp Quốc.
  - Liban bùng phát nội chiến.
- 16 tháng 9 – Papua New Guinea độc lập.

### Tháng 10
- 10 tháng 10 – Papua New Guinea trở thành thành viên Liên Hợp Quốc.

### Tháng 11
- 11 tháng 11 – Angola độc lập.
- 12 tháng 11 – Comoros trở thành thành viên Liên Hợp Quốc.
- 15 tháng 11 – Hội nghị hiệp thương chính trị thống nhất đất nước được tổ chức tại Sài Gòn.
- 28 tháng 11 – Đông Timor tuyên bố độc lập.

### Tháng 12
- 2 tháng 12 – Lào: Hoàng tử Souphanouvong trở thành chủ tịch nước đầu tiên của Lào.
- 4 tháng 12 – Suriname trở thành thành viên Liên Hợp Quốc.
- 7 tháng 12 – Indonesia xâm lược Đông Timor.

## Sinh

### Tháng 1
- 1 tháng 1:
  - Roman Slobodjan, người đánh cờ Đức
  - Võ Hoàng Yên, y sĩ người Việt Nam
- 2 tháng 1:
  - Shanta Ghosh, nữ vận động viên điền kinh Đức
  - Dax Shepard, nữ diễn viên Mỹ
- 4 tháng 1: Sara Indrio Jensen, nữ diễn viên Đan Mạch
- 5 tháng 1: Bradley Cooper, diễn viên và nhà sản xuất phim người Mỹ
- 9 tháng 1: 
  - Ronny Hebestreit, cầu thủ bóng đá Đức
  - James Beckford, vận động viên điền kinh Jamaica
- 12 tháng 1:
  - Alexander Bonde, chính trị gia Đức
  - Lisa Rieffel, nữ diễn viên Mỹ
- 13 tháng 1:
  - Tom Gäbel, nhạc sĩ Đức
  - Daniel Kehlmann, nhà văn tiếng Đức
- 15 tháng 1: Mary Pierce, nữ vận động viên quần vợt Pháp
- 18 tháng 1:
  - Minh Thư, nữ ca sĩ người Việt Nam, thành viên nhóm nhạc nữ Tam ca Áo Trắng
  - Minh Tú, nữ ca sĩ người Việt Nam, thành viên nhóm nhạc nữ Tam ca Áo Trắng
- 20 tháng 1: Dick Tärnström, vận động viên khúc côn cầu trên băng Thụy Điển
- 21 tháng 1: Yuji Ide, tay đua Công thức 1 Nhật Bản
- 23 tháng 1:
  - Thomas Brdaric, cầu thủ bóng đá Đức
  - Ingeborg Helen Marken, nữ vận động viên chạy ski Na Uy
- 25 tháng 1:
  - Luke Roberts, tay đua xe đạp Úc
  - Mia Kirshner, nữ diễn viên Canada
- 26 tháng 1: Pia Wunderlich, nữ cầu thủ bóng đá Đức
- 27 tháng 1: Benjamin von Stuckrad-Barre, nhà văn Đức
- 28 tháng 1: 
  - Jaliesky García, vận động viên bóng ném
  - Tim Montgomery, vận động viên điền kinh Mỹ
- 30 tháng 1:
  - Juninho Pernambucano, cầu thủ bóng đá Brasil
  - Magnus Bäckstedt, tay đua xe đạp Thụy Điển
- 31 tháng 1: Preity Zinta, nữ diễn viên Ấn Độ

### Tháng 2
- 1 tháng 2: Ekaterini Thanou, nữ vận động viên điền kinh Hy Lạp
- 2 tháng 2: Todd Bertuzzi, vận động viên khúc côn cầu trên băng Canada
- 4 tháng 2: Natalie Imbruglia, nữ ca sĩ Úc, nữ diễn viên
- 7 tháng 2: Søren Stryger, vận động viên bóng ném Đan Mạch
- 9 tháng 2:
  - Andreas Neuendorf, cầu thủ bóng đá Đức
  - Kurt-Asle Arvesen, tay đua xe đạp Na Uy
- 11 tháng 2:
  - Yumileida Cumba, nữ vận động viên điền kinh Cuba
  - Trine Bakke Rognmo, nữ vận động viên chạy ski Na Uy
- 13 tháng 2: Sabine Bätzing, nữ chính trị gia Đức, nghị sĩ quốc hội liên bang
- 14 tháng 2: Leandro Fonseca, cầu thủ bóng đá Brasil
- 15 tháng 2: Thomas Bareiß, chính trị gia Đức
- 19 tháng 2: Katja Schuurman, nữ diễn viên Hà Lan
- 20 tháng 2: Brian Littrell, nam ca sĩ Mỹ, thành viên nhóm Backstreet Boys
- 22 tháng 2:
  - Drew Barrymore, nữ diễn viên Mỹ, nữ sản xuất phim
  - Fele Martínez, diễn viên Tây Ban Nha
- 24 tháng 2: Mareike Fell, nữ diễn viên Đức
- 26 tháng 2: Per Johan Axelsson, vận động viên khúc côn cầu trên băng Thụy Điển
- 27 tháng 2: Aitor González Jiménez, tay đua xe đạp Tây Ban Nha
- 28 tháng 2: Charles Amoah, cầu thủ bóng đá

### Tháng 3
- 1 tháng 3:
  - Rüdiger Kauf, cầu thủ bóng đá Đức
  - David Cañada, tay đua xe đạp Tây Ban Nha
- 3 tháng 3: Johanna Wokalek, nữ diễn viên Đức
- 4 tháng 3: Kirsten Bolm, nữ vận động viên điền kinh Đức
- 5 tháng 3: Jolene Blalock, nữ diễn viên Mỹ
- 8 tháng 3: Markus Weissenberger, cầu thủ bóng đá Áo
- 9 tháng 3: Roy Makaay, cầu thủ bóng đá Hà Lan
- 15 tháng 3: Wesselin Topalow, người đánh cờ Bulgaria
- 18 tháng 3: Paul Dana, đua xe Mỹ
- 19 tháng 3: Lucie Laurier, nữ diễn viên Canada
- 20 tháng 3:
  - Hans Petter Buraas, vận động viên chạy ski Na Uy
  - Isolde Kostner, nữ vận động viên chạy ski Ý
- 22 tháng 3: Jiří Novák, vận động viên quần vợt Séc
- 27 tháng 3:
  - Christian Fiedler, cầu thủ bóng đá Đức
  - Stacy Ferguson, nữ ca sĩ Mỹ
- 28 tháng 3:
  - Salvatore Commesso, tay đua xe đạp Ý
  - Iván Helguera, cầu thủ bóng đá Tây Ban Nha
  - Richard Kelly, đạo diễn phim Mỹ, tác giả kịch bản
- 29 tháng 3: Roger Stein, tác giả, nhạc sĩ
- 31 tháng 3:
  - Alexander Waske, vận động viên quần vợt Đức
  - Bettina Zimmermann, người mẫu, nữ diễn viên

### Tháng 4
- 1 tháng 4: Gerrit Glomser, tay đua xe đạp Áo
- 2 tháng 4: Adam Rodriguez, diễn viên Mỹ
- 3 tháng 4: Satoshi Yagisawa, nhà soạn nhạc Nhật Bản
- 4 tháng 4: 
  - Dominik Marks, trọng tài bóng đá
  - Sarah Egglestone, nữ ca sĩ Úc
- 6 tháng 4: Zach Braff, diễn viên Mỹ, đạo diễn phim
- 8 tháng 4: Anouk Teeuwe, nữ ca sĩ Hà Lan
- 9 tháng 4: 
  - Frank Stippler, đua ô tô Đức
  - Robbie Fowler, cầu thủ bóng đá Anh
  - Enrico Lübbe, đạo diễn sân khấu Đức
- 10 tháng 4: 
  - Tino Boos, vận động viên khúc côn cầu trên băng Đức
  - David Harbour, nam diễn viên Mỹ
- 14 tháng 4: Veronika Zemanová, nữ diễn viên phim khiêu dâm
- 16 tháng 4: Ohara Megumi, nữ seiyū (diễn viên lồng tiếng) Nhật Bản
- 17 tháng 4: Stefano Fiore, cầu thủ bóng đá Ý
- 19 tháng 4: Yosuke Fukuda, nhà soạn nhạc Nhật Bản
- 21 tháng 4: Ngọc Anh, ca sĩ người Việt Nam
- 22 tháng 4: 
  - Carlos Sastre, tay đua xe đạp Tây Ban Nha
  - Cao Minh Đạt, diễn viên người Việt Nam
- 24 tháng 4: Raymond Kalla, cầu thủ bóng đá
- 25 tháng 4: Truls Ove Karlsen, vận động viên chạy ski Na Uy
- 26 tháng 4: Nerina Pallot, nữ ca sĩ Anh, nhà nữ soạn nhạc
- 28 tháng 4: Michael Walchhofer, vận động viên chạy ski Áo
- 30 tháng 4: David Moncoutié, tay đua xe đạp Pháp

### Tháng 5
- 1 tháng 5: Marc-Vivien Foé, cầu thủ bóng đá Cameroon (mất 2003)
- 2 tháng 5:
  - David Beckham, cầu thủ bóng đá Anh
  - Kalle Palander, vận động viên chạy ski Phần Lan
- 4 tháng 5: 
  - Louise Hansen, nữ cầu thủ bóng đá Đan Mạch
  - Alexander Wichert, nhà văn Đức
- 7 tháng 5: 
  - Michael Kretschmer, chính trị gia Đức
  - Nicole Sheridan, nữ diễn viên phim khiêu dâm
  - Sigfús Sigurðsson, vận động viên bóng ném
- 8 tháng 5: 
  - Enrique Iglesias, nam ca sĩ Tây Ban Nha, nhà soạn nhạc
  - Mehmet Gunsur, diễn viên Thổ Nhĩ Kỳ
- 11 tháng 5: Danny Schwarz, cầu thủ bóng đá Đức
- 12 tháng 5: Miriam Pielhau, nữ diễn viên Đức
- 14 tháng 5: Nicki Sørensen, tay đua xe đạp Đan Mạch
- 16 tháng 5: Tony Kakko, nam ca sĩ
- 17 tháng 5: 
  - Marcelinho, cầu thủ bóng đá Brasil
  - Sasha Alexander, nữ diễn viên Mỹ
- 19 tháng 5: Adnan Masić, cầu thủ bóng đá
- 22 tháng 5: Duy Mạnh, ca sĩ, nhạc sĩ người Việt Nam
- 25 tháng 5: Claire Castillon, nhà văn nữ Pháp
- 26 tháng 5: 
  - Alexander Alvaro, chính trị gia Đức
  - Lauryn Hill, nữ ca sĩ Mỹ
- 27 tháng 5: André 3000, nhạc sĩ Mỹ
- 28 tháng 5: 
  - Xa Thi Mạn, diễn viên, người dẫn chương trình, ca sĩ người Hồng Kông
  - Michael Thurk, cầu thủ bóng đá Đức
- 29 tháng 5: Melanie Brown, nữ ca sĩ Anh

### Tháng 6
- 1 tháng 6: Karnam Malleswari, nữ vận động viên cử tạ Ấn Độ
- 4 tháng 6:
  - Radost Bokel, nữ diễn viên Đức
  - Angelina Jolie, nữ diễn viên Mỹ
- 5 tháng 6: Britta Siebert, nữ chính trị gia Đức
- 6 tháng 6: Fritzi Haberlandt, nữ diễn viên Đức
- 7 tháng 6: Allen Iverson, cầu thủ bóng rổ Mỹ
- 12 tháng 6:
  - Dan Jørgensen, chính trị gia Đan Mạch
  - María José Rienda, nữ vận động viên chạy ski Tây Ban Nha
- 13 tháng 6: Johannes Grenzfurthner, nghệ nhân, tác giả
- 17 tháng 6:
  - Willi Herren, diễn viên Đức
  - Juan Carlos Valerón, cầu thủ bóng đá Tây Ban Nha
- 18 tháng 6:
  - Trần Quang Minh, MC Việt Nam
  - Omid Nouripour, chính trị gia
- 19 tháng 6: Bert Grabsch, tay đua xe đạp Đức
- 20 tháng 6: Florian Ast, nhạc sĩ Thụy Sĩ
- 21 tháng 6: René Aufhauser, cầu thủ bóng đá Áo
- 22 tháng 6:
  - Antoine Monot, Jr., diễn viên
  - Andreas Klöden, tay đua xe đạp Đức
- 23 tháng 6:
  - Maciej Stuhr, diễn viên Ba Lan
  - Sibusiso Zuma, cầu thủ bóng đá Nam Phi
- 24 tháng 6: Vũ Ngọc Tú, nhà thiết kế thời trang người Việt Nam, thành viên nhóm nhà thiết kế Vungoc&Son
- 25 tháng 6:
  - Vladimir Borisovich Kramnik, kiện tướng cờ vua Nga
  - Albert Costa, vận động viên quần vợt Tây Ban Nha
- 27 tháng 6:
  - Guido Kosmehl, chính trị gia Đức
  - Tobey Maguire, diễn viên Mỹ
- 30 tháng 6: Shayne Wright, vận động viên khúc côn cầu trên băng Đức

### Tháng 7
- 1 tháng 7: Tatyana Tomashova, nữ vận động viên điền kinh Nga
- 2 tháng 7:
  - Jens Ackermann, nghị sĩ quốc hội liên bang, chính trị gia Đức
  - Erik Ohlsson, nhạc sĩ Thụy Điển
  - Richard Hidalgo, cầu thủ bóng chày Mỹ
- 4 tháng 7: Reinhard Divis, vận động viên khúc côn cầu trên băng Áo
- 5 tháng 7:
  - Hernán Crespo, cầu thủ bóng đá Argentina
  - Ai Sugiyama, nữ vận động viên quần vợt Nhật Bản
- 7 tháng 7:
  - Daniela Raab, nữ chính trị gia Đức
  - Nina Hoss, nữ diễn viên Đức
  - Adam Nelson, vận động viên điền kinh Mỹ
- 10 tháng 7: Jean-Michel Tourette, nhạc sĩ Đức
- 11 tháng 7:
  - Katja Giammona, nữ diễn viên Đức
  - Norman Cöster, diễn viên Đức
- 16 tháng 7: Grietje Bettin, nữ chính trị gia Đức
- 19 tháng 7: Hendrik Wüst, chính trị gia Đức
- 20 tháng 7: Ray Allen, cầu thủ bóng rổ Mỹ
- 23 tháng 7: Mario Tokić, cầu thủ bóng đá Croatia
- 24 tháng 7: Marc Gagnon, vận động viên chạy đua trên băng Canada
- 26 tháng 7: Ingo Schultz, vận động viên điền kinh Đức
- 31 tháng 7: Elena Uhlig, nữ diễn viên Đức

### Tháng 8
- 4 tháng 8: Nguyên Vũ, ca sĩ người Việt Nam
- 5 tháng 8: Kajol Mukherjee, nữ diễn viên Ấn Độ
- 6 tháng 8:
  - Giorgio Rocca, vận động viên chạy ski Ý
  - Katja Koren, nữ vận động viên chạy ski
- 7 tháng 8: Charlize Theron, nữ diễn viên Nam Phi
- 8 tháng 8: Taryll Jackson, nam ca sĩ, nhà soạn nhạc
- 10 tháng 8: Ilhan Mansiz, cầu thủ bóng đá Thổ Nhĩ Kỳ
- 12 tháng 8:
  - Patrick Joswig, diễn viên Đức
  - Casey Affleck, diễn viên Mỹ
- 16 tháng 8:
  - Imants Bleidelis, cầu thủ bóng đá
  - George Stults, diễn viên Mỹ
- 17 tháng 8: Gabriele Becker, nữ vận động viên điền kinh Đức
- 18 tháng 8:
  - Aitor López Rekarte, cầu thủ bóng đá Tây Ban Nha
  - Róbert Fazekas, vận động viên điền kinh Hungary
- 19 tháng 8: Mỹ Linh, nữ ca sĩ, nhà viết ca từ, huấn luyện viên thanh nhạc người Việt Nam
- 20 tháng 8: Amy Adams, nữ diễn viên Mỹ
- 22 tháng 8: Rodrigo Santoro, diễn viên Brasil
- 23 tháng 8:
  - Peter Stauch, đạo diễn phim Đức
  - Marcell Fensch, cầu thủ bóng đá Đức
- 25 tháng 8:
  - Petria Thomas, nữ vận động viên bơi lội Úc
  - Hervé Nzelo-Lembi, cầu thủ bóng đá
- 28 tháng 8:
  - Pietro Caucchioli, tay đua xe đạp Ý
  - Senad Tiganj, cầu thủ bóng đá Slovenia
- 30 tháng 8:
  - Marina Anissina, nữ vận động viên trượt băng nghệ thuật
  - Roberto Carretero, vận động viên quần vợt Tây Ban Nha
- 31 tháng 8: Marie Ringler, nữ chính trị gia Áo

### Tháng 9
- 1 tháng 9: Scott Speedman, diễn viên Canada
- 4 tháng 9: Sevim Dagdelen, nữ chính trị gia Đức, nghị sĩ quốc hội liên bang
- 7 tháng 9: Whayne Wilson, cầu thủ bóng đá (mất 2005)
- 8 tháng 9: Mario Bazina, cầu thủ bóng đá Croatia
- 9 tháng 9:
  - Melanie Huml, nữ chính trị gia Đức
  - Carsten Labudda, chính trị gia Đức
  - Jörg Ludewig, tay đua xe đạp Đức
- 15 tháng 9:
  - Gerrit Schmidt-Foß, diễn viên Đức
  - Yumi Kayama, đạo diễn phim hoạt hình Nhật Bản
  - Tom Dolan, vận động viên bơi lội Mỹ
- 16 tháng 9: Petra Haltmayr, nữ vận động viên chạy ski Đức
- 17 tháng 9: Tayna Lawrence, nữ vận động viên điền kinh Jamaica, huy chương Thế Vận Hội
- 18 tháng 9:
  - Jason Gardener, vận động viên điền kinh Anh
  - Igor Demo, cầu thủ bóng đá Slovakia
- 19 tháng 9: Raoul Michael Koether, chính trị gia Đức
- 20 tháng 9: Asia Argento, nữ diễn viên Ý, nữ đạo diễn phim
- 23 tháng 9: Jaime Bergman, người mẫu, nữ diễn viên Mỹ
- 25 tháng 9: Daniela Ceccarelli, nữ vận động viên chạy ski Ý
- 26 tháng 9: Hoàng Châu, ca sĩ người Việt Nam
- 27 tháng 9: Krzysztof Nowak, cầu thủ bóng đá Ba Lan (mất 2005)
- 28 tháng 9: Valérien Ismaël, cầu thủ bóng đá Pháp
- 30 tháng 9:
  - Andreas Ertl, vận động viên chạy ski Đức
  - Marion Cotillard, nữ diễn viên Pháp
  - Laure Péquegnot, nữ vận động viên chạy ski Pháp
  - Dennis Gentenaar, cầu thủ bóng đá Hà Lan

### Tháng 10
- 1 tháng 10: Zoltan Sebescen, cầu thủ bóng đá Đức
- 2 tháng 10: Anette Göttlicher, nữ nhà báo Đức, nữ tác giả
- 3 tháng 10: India.Arie, nữ ca sĩ, nhà soạn nhạc
- 4 tháng 10: Cristiano Lucarelli, cầu thủ bóng đá Ý
- 5 tháng 10:
  - Kate Winslet, nữ diễn viên Anh
  - Parminder Nagra, nữ diễn viên Anh
- 8 tháng 10: Tatjana Grigorieva, nữ vận động viên điền kinh Úc
- 9 tháng 10: Sean Lennon, nhạc sĩ Mỹ
- 10 tháng 10: Marco Wanderwitz, chính trị gia, nghị sĩ quốc hội liên bang Đức
- 11 tháng 10:
  - Renate Lingor, nữ cầu thủ bóng đá Đức
  - Vân Dung, nữ diễn viên hài Việt Nam
- 12 tháng 10:
  - Jorane, nữ nhạc sĩ Canada
  - Marion Jones, nữ vận động viên điền kinh Mỹ
  - Sophie B. Hawkins, nữ nhạc sĩ Mỹ
- 14 tháng 10: Floyd Landis, tay đua xe đạp Mỹ
- 18 tháng 10: Pola Roy, nhạc sĩ Đức
- 21 tháng 10: Juan Pablo Angel, cầu thủ bóng đá Colombia
- 22 tháng 10:
  - Steve Vermaut, tay đua xe đạp Bỉ (mất 2004)
  - Michel Salgado, cầu thủ bóng đá Tây Ban Nha
- 23 tháng 10: Marcus Lantz, cầu thủ bóng đá Thụy Điển
- 29 tháng 10:
  - Frank Baumann, cầu thủ bóng đá Đức
  - Carsten Lepper, diễn viên Đức, nam ca sĩ

### Tháng 11
- 2 tháng 11: Quốc Cường, diễn viên người Việt Nam
- 3 tháng 11:
  - Niko Bardowicks, nghệ nhân người Đức
  - Grischa Niermann, tay đua xe đạp người Đức
  - Marta Dominguez, nữ vận động viên điền kinh người Tây Ban Nha
- 7 tháng 11: Trần Hoàng Dũng (Dzung Yoko/Dũng Yoko/Dzũng Yoko), kiến trúc sư, nhà thiết kế thị giác/đồ họa, nhiếp ảnh gia người Việt Nam
- 8 tháng 11: Tara Reid, nữ diễn viên Mỹ
- 12 tháng 11: Dario Šimić, cầu thủ bóng đá Croatia
- 13 tháng 11: Quim, cầu thủ bóng đá Bồ Đào Nha
- 14 tháng 11: Gabriela Szabo, nữ vận động viên điền kinh Romania, huy chương Thế Vận Hội
- 17 tháng 11: Altin Lala, cầu thủ bóng đá Albania
- 19 tháng 11: Sushmita Sen, nữ diễn viên người Ấn Độ
- 20 tháng 11: Davey Havok, nam ca sĩ
- 22 tháng 11: Tariq Chihab, cầu thủ bóng đá Maroc
- 24 tháng 11:
  - Spasoje Bulajic, cầu thủ bóng đá Slovenia
  - Kristina Koznick, nữ vận động viên chạy ski Mỹ
- 30 tháng 11:
  - Linda Wagenmakers, nữ diễn viên Hà Lan, nữ ca sĩ
  - Mindy McCready, nữ nhạc sĩ nhạc đồng quê Mỹ

### Tháng 12
- 3 tháng 12:
  - Sylvia Leifheit, nữ diễn viên người Đức
  - Sönke Rix, chính trị gia, nghị sĩ quốc hội liên bang người Đức
  - Miriam Gruß, chính trị gia , nghị sĩ quốc hội liên bang người Đức
- 15 tháng 12: Tobias Jaecker, nhà văn  người Đức
- 17 tháng 12:
  - Susanthika Jayasinghe, nữ vận động viên điền kinh
  - Milla Jovovich, nữ diễn viên, nhạc sĩ, người mẫu người Mỹ
  - Sarah Paulson, nữ diễn viên người Mỹ
- 18 tháng 12:
  - Michael Barry, tay đua xe đạp người Canada
  - Patricia Anne Stratigias, người mẫu người Canada
- 19 tháng 12: Dương Minh Ninh, cầu thủ, huấn luyện viên bóng đá người Việt Nam (mất 2023)[1]
  - Sia, nữ ca sĩ, nhạc sĩ người Úc
- 23 tháng 12: Robert Bartko, tay đua xe đạp người Đức
- 24 tháng 12: Đỗ Đức Thịnh, đạo diễn người Việt Nam
- 26 tháng 12:
  - Marcelo Ríos, vận động viên quần vợt người Chile
  - María Vasco, nữ vận động viên điền kinh người Tây Ban Nha
  - Phan Đinh Tùng (Phan Thy Phương Tùng), ca sĩ, nhạc sĩ người Việt Nam, cựu thành viên nhóm nhạc MTV
- 27 tháng 12:
  - Aigars Fadejevs, vận động viên điền kinh
  - Heather O'Rourke, nữ diễn viên người Mỹ (mất 1988)

## Mất

### Tháng 1
- 1 tháng 1: Hout Tat, Tăng Hoàng Campuchia bị ám sát (sinh 1893)
- 2 tháng 1: Fritz Polcar, chính trị gia Áo (sinh 1909)
- 3 tháng 1: Robert Neumann, nhà văn (sinh 1897)
- 4 tháng 1: Carlo Levi, nhà văn Ý, họa sĩ, chính trị gia (sinh 1902)
- 6 tháng 1: George R. Price, nhà sinh vật học Mỹ (sinh 1922)
- 7 tháng 1: Fritz Erpenbeck, nhà văn Đức, nhà xuất bản, diễn viên (sinh 1897)
- 9 tháng 1: Johann Schuster, chính trị gia Đức (sinh 1912)
- 26 tháng 1: Helmut Koch, người điều khiển dàn nhạc Đức, người chỉ huy đội hát thờ (sinh 1908)
- 27 tháng 1: Heinz Klevenow, diễn viên Đức (sinh 1908)
- 28 tháng 1: Antonín Novotný, chính trị gia Tiệp Khắc, tổng thống (sinh 1904)
- 30 tháng 1: Boris Blacher, nhà soạn nhạc (sinh 1903)
- 31 tháng 1: Traugott Vogel, nhà văn Thụy Sĩ (sinh 1894)

### Tháng 2
- 2 tháng 2: Paul Bromme, chính trị gia Đức (sinh 1906)
- 3 tháng 2: William David Coolidge, nhà vật lý học Mỹ (sinh 1873)
- 10 tháng 2: Nikos Kavvadias, nhà văn Hy Lạp (sinh 1910)
- 14 tháng 2: P. G. Wodehouse, nhà văn Anh (sinh 1881)
- 15 tháng 2: Hans Kienle, nhà thiên văn học Đức (sinh 1895)
- 19 tháng 2: Luigi Dallapiccola, nhà soạn nhạc Ý (sinh 1904)
- 22 tháng 2: Oskar Perron, nhà toán học Đức (sinh 1880)
- 23 tháng 2: Sigmund Haringer, cầu thủ bóng đá Đức (sinh 1908)
- 24 tháng 2:
  - Nikolai Alexandrovich Bulganin, chính khách Xô Viết (sinh 1895)
  - Hans Bellmer, nhiếp ảnh gia Đức, nhà điêu khắc, họa sĩ, tác giả (sinh 1902)
- 28 tháng 2: Robert Lips, họa sĩ vẽ tranh cho truyện comic Thụy Sĩ (sinh 1912)

### Tháng 3
- 1 tháng 3:
  - Kurt Bauch, sử gia về nghệ thuật Đức (sinh 1897)
  - Günther Lüders, diễn viên Đức (sinh 1905)
- 2 tháng 3: Jean Kurt Forest, nhà soạn nhạc Đức, nhạc sĩ (sinh 1909)
- 3 tháng 3: Therese Giehse, nữ diễn viên Đức (sinh 1898)
- 8 tháng 3: 
  - Joseph Bech, chính khách, chính trị gia (sinh 1887)
  - George Stevens, đạo diễn phim Mỹ (sinh 1904)
- 9 tháng 3: Joseph Guillemot, vận động viên điền kinh Pháp, huy chương Thế Vận Hội (sinh 1899)
- 13 tháng 3: Ivo Andrić, nhà văn người Nam Tư (sinh 1892)
- 14 tháng 3:
  - Susan Hayward, nữ diễn viên Mỹ (sinh 1918)
  - Carl Wery, diễn viên Đức (sinh 1894)
- 16 tháng 3: T-Bone Walker, nhạc sĩ blues Mỹ (sinh 1910)
- 25 tháng 3: Faisal ibn Abd al-Aziz, vua Ả Rập Saudi (1964–1975) (sinh 1905)
- 27 tháng 3: Arthur Bliss, nhà soạn nhạc Anh (sinh 1891)
- 30 tháng 3: Peter Bamm, nhà văn Đức (sinh 1897)

### Tháng 4
- 1 tháng 4: Lorenz Jaeger, Hồng y (sinh 1892)
- 2 tháng 4: Arnold Brügger, họa sĩ Thụy Sĩ (sinh 1888)
- 4 tháng 4: Herbert List, nhiếp ảnh gia Đức (sinh 1903)
- 5 tháng 4: Tưởng Giới Thạch, chính trị gia Trung Hoa, tổng thống Trung Hoa Dân Quốc (sinh 1887)
- 12 tháng 4: Josephine Baker, nữ nghệ sĩ múa Mỹ, nữ ca sĩ, nữ diễn viên (sinh 1906)
- 13 tháng 4: François Tombalbaye, tổng thống Tchad (sinh 1918)
- 14 tháng 4: Frederic March, diễn viên Mỹ (sinh 1897)
- 15 tháng 4: Charles Journet, Hồng y (sinh 1891)
- 16 tháng 4: Sarvepalli Radhakrishnan, triết gia Ấn Độ, chính trị gia, tổng thống (sinh 1888)
- 21 tháng 4: Melchior Vischer, nhà văn Đức (sinh 1895)
- 22 tháng 4: Walter Vinson, nhạc sĩ blues Mỹ (sinh 1901)
- 23 tháng 4:
  - Rolf Dieter Brinkmann, nhà thơ trữ tình Đức (sinh 1940)
  - Pete Ham, ca sĩ nhạc rock Anh (sinh 1947)
- 24 tháng 4: Carl Schneiders, họa sĩ Đức (sinh 1905)
- 25 tháng 4: Andreas von Mirbach, sĩ quan Đức, nhà ngoại giao (sinh 1931)

### Tháng 5
- 4 tháng 5: Karl Otto Paetel, nhà báo Đức, nhà xuất bản (sinh 1906)
- 10 tháng 5: Ernst August Farke, chính trị gia Đức (sinh 1895)
- 13 tháng 5:
  - Bob Wills, nhạc sĩ nhạc đồng quê (sinh 1905)
  - Marguerite Perey, nhà vật lý người Pháp (sinh 1909)
- 18 tháng 5:
  - Christian Lahusen, nhà soạn nhạc Đức (sinh 1886)
  - Kasimir Fajans, nhà hóa học (sinh 1887)
  - Leroy Anderson, nhà soạn nhạc Mỹ (sinh 1908)
- 20 tháng 5: Barbara Hepworth, nữ điêu khắc gia Anh (sinh 1903)
- 22 tháng 5: Paul Dölz, chính trị gia Đức (sinh 1887)
- 23 tháng 5: Karl-Otto Kiepenheuer, nhà thiên văn học Đức (sinh 1910)
- 30 tháng 5: Michel Simon, diễn viên Pháp (sinh 1895)

### Tháng 6
- 3 tháng 6: Hermann Runge, chính trị gia Đức (sinh 1902)
- 11 tháng 6: Floro Ugarte, nhà soạn nhạc Argentina (sinh 1884)
- 13 tháng 6: Arturo Tabera, Hồng y Giáo chủ (sinh 1903)
- 18 tháng 6: Samuel Hugo Bergman, triết gia Séc (sinh 1883)
- 20 tháng 6:
  - Karel Gleenewinkel-Kamperdijk, cầu thủ bóng đá Hà Lan (sinh 1883)
  - Daniel Ayala Pérez, nhà soạn nhạc Mexico (sinh 1906)
- 23 tháng 6: Per Wahlöö, nhà văn thể loại hình sự Thụy Điển (sinh 1926)
- 24 tháng 6: Luigi Raimondi, Hồng y Giáo chủ (sinh 1912)
- 26 tháng 6: Josemaría Escrivá, người thành lập Opus Dei (sinh 1902)
- 27 tháng 6:
  - Robert Stolz, nhà soạn nhạc Áo, người điều khiển dàn nhạc (sinh 1880)
  - Geoffrey Ingram Taylor, nhà vật lý học Anh (sinh 1886)
- 28 tháng 6: Max Barthel, nhà văn Đức (sinh 1893)
- 29 tháng 6:
  - Hans Furler, chính trị gia Đức (sinh 1904)
  - Oskar Rümmele, chính trị gia Đức (sinh 1890)

### Tháng 7
- 2 tháng 7: Werner Schütz, chính trị gia Đức (sinh 1900)
- 4 tháng 7: Otto Dowidat, chính trị gia Đức (sinh 1896)
- 6 tháng 7: Margret Boveri, nữ nhà báo Đức (sinh 1900)
- 7 tháng 7: William Vallance Douglas Hodge, nhà toán học Anh (sinh 1903)
- 11 tháng 7: Kurt Pinthus, nhà văn Đức (sinh 1886)
- 14 tháng 7: Hermann Ahrens, chính trị gia Đức, nghị sĩ quốc hội liên bang (sinh 1902)
- 17 tháng 7: Konstantine Gamsachurdia, nhà văn (sinh 1893)
- 18 tháng 7: Gilbert Percy Whitley, nhà ngư học kiêm côn trùng học và nhuyễn thể học người Anh (s. 1903).
- 19 tháng 7:
  - Lefty Frizzell, ca sĩ nhạc country Mỹ (sinh 1928)
  - Karl Schleinzer, chính trị gia Áo, bộ trưởng (sinh 1924)
- 24 tháng 7:
  - Charlotte von Kirschbaum, nữ thần học Đức (sinh 1899)
  - Nicolas Rossolimo, người đánh cờ (sinh 1910)

### Tháng 8
- 3 tháng 8: Jack Molinas, cầu thủ bóng rổ Mỹ (sinh 1931)
- 15 tháng 8: Mujibur Rahman, chính trị gia (sinh 1920)
- 16 tháng 8: Friedrich Sämisch, người đánh cờ Đức (sinh 1896)
- 17 tháng 8: Georges Dandelot, nhà soạn nhạc Pháp (sinh 1895)
- 19 tháng 8:
  - Mark Donohue, tay đua Công thức 1 Mỹ (sinh 1937)
  - Konrad Swinarski, đạo diễn sân khấu Ba Lan (sinh 1929)
- 29 tháng 8: Eamon de Valera, chính trị gia Ireland, thủ tướng, tổng thống (sinh 1882)
- 31 tháng 8: Minh Kỳ, nhạc sĩ

### Tháng 9
- 10 tháng 9: George Paget Thomson, nhà vật lý học Anh (sinh 1892)
- 14 tháng 9: Theodor Siebel, chính trị gia Đức
- 18 tháng 9: Luis Concha Córdoba, Hồng y Giáo chủ (sinh 1891)
- 20 tháng 9: Saint-John Perse, thi sĩ Pháp, nhà ngoại giao (sinh 1887)
- 24 tháng 9: Elisabeth Castonier, nhà văn nữ Đức (sinh 1894)
- 27 tháng 9: Maurice Feltin, tổng giám mục Paris, Hồng y Giáo chủ (sinh 1883)
- 30 tháng 9: Reinhold Bicher, họa sĩ Đức (sinh 1895)

### Tháng 10
- 3 tháng 10: Guy Mollet, chính trị gia Pháp (sinh 1905)
- 4 tháng 10: May Sutton, nữ vận động viên quần vợt Mỹ (sinh 1886)
- 8 tháng 10:
  - Josef Traxel, người hát giọng nam cao Đức (sinh 1916)
  - Walter Felsenstein, đạo diễn phim Áo (sinh 1901)
- 10 tháng 10: August Dvorak, nhà tâm lý học Mỹ (sinh 1894)
- 16 tháng 10: Hugh Adcock, cầu thủ bóng đá Anh (sinh 1903)
- 18 tháng 10: Al Lettieri, diễn viên Mỹ (sinh 1928)
- 19 tháng 10: Jossyp Bokschaj, họa sĩ Ukraina (sinh 1891)
- 21 tháng 10: Charles Reidpath, vận động viên điền kinh Mỹ, huy chương Thế Vận Hội (sinh 1889)
- 23 tháng 10: Rudolf Basedau, chính trị gia Đức (sinh 1897)
- 30 tháng 10:
  - Kurt Roth, họa sĩ Đức (sinh 1899)
  - Gustav Hertz, nhà vật lý học Đức, Giải Nobel (sinh 1887)

### Tháng 11
- 1 tháng 11: Jérôme Rakotomalala, Hồng y Giáo chủ (sinh 1914)
- 2 tháng 11: Pier Paolo Pasolini, đạo diễn phim Ý, thi sĩ (sinh 1922)
- 5 tháng 11:
  - Lionel Trilling, nhà phê bình văn học Mỹ (sinh 1905)
  - Otto Dannebom, chính trị gia Đức, nghị sĩ quốc hội liên bang (sinh 1904)
- 7 tháng 11: John Carmel Heenan, tổng giám mục Westminster, Hồng y Giáo chủ (sinh 1905)
- 11 tháng 11: Mina Witkojc, nữ thi sĩ, nhà nữ xuất bản (sinh 1893)
- 20 tháng 11: Francisco Franco, chính trị gia (sinh 1892)
- 21 tháng 11: Richard Freudenberg, chính trị gia Đức (sinh 1892)
- 24 tháng 11: Friedrich Beermann, chính trị gia Đức (sinh 1912)
- 25 tháng 11: Karl Peter Röhl, họa sĩ Đức, nghệ sĩ tạo hình, nhà thiết kế (sinh 1890)
- 26 tháng 11:
  - Anton Storch, chính trị gia Đức (sinh 1892)
  - Wolfram Dörinkel, chính trị gia Đức, nghị sĩ quốc hội liên bang (sinh 1907)

### Tháng 12
- 1 tháng 12: Hans Schweikart, đạo diễn phim Đức, diễn viên (sinh 1895)
- 2 tháng 12: Hans Johner, người đánh cờ Thụy Sĩ, nhạc sĩ (sinh 1889)
- 4 tháng 12: Hannah Arendt, nhà nữ chính trị học, nữ triết gia (sinh 1906)
- 7 tháng 12: Thornton Wilder, nhà văn Mỹ (sinh 1897)
- 9 tháng 12:
  - Carlo Graaff, chính trị gia Đức (sinh 1914)
  - William A. Wellman, đạo diễn phim Mỹ (sinh 1896)
- 14 tháng 12: Johannes Brockmann, chính trị gia Đức (sinh 1888)
- 15 tháng 12: Chester Ray Longwell, nhà địa chất Mỹ (sinh 1887)
- 18 tháng 12: Josef Trischler, chính trị gia Đức (sinh 1903)
- 21 tháng 12: Jean Bertin, kĩ sư Pháp (sinh 1917)
- 24 tháng 12:
  - Hans-Georg Lindenstaedt, vận động viên bóng bàn Đức (sinh 1904)
  - Bernard Herrmann, nhà soạn nhạc Mỹ (sinh 1911)
- 27 tháng 12: Friedrich Wührer, nghệ sĩ dương cầm (sinh 1900)
- 28 tháng 12: Lương Định Của, một giáo sư nông học (sinh 1920)
- 30 tháng 12: Hermann Paul Müller, đua xe Đức (sinh 1909)

### Không rõ ngày
- Y Bham Enuol, người sáng lập và lãnh đạo tổ chức FULRO (sinh 1923).

## Giải thưởng Nobel
- Hóa học - John Warcup Cornforth, Vladimir Prelog
- Văn học - Eugenio Montale
- Hòa bình - Andrey Dmitryevich Sakharov
- Vật lý - Aage Niels Bohr, Ben Roy Mottelson, Leo James Rainwater
- Y học - David Baltimore, Renato Dulbecco, Howard Martin Temin
- Kinh tế - Leonid Kantorovich, Tjalling Koopmans